# Агиология
Агиоло́гия (от др.-греч. ἅγιος «святой» и λόγος «рассуждение») — наука, исследующая богословские и историко-церковные аспекты святости. В отличие от агиографии, предметом которой являются жития как литературные тексты соответствующего исторического периода; агиология изучает непосредственно фигуру святого, его характер и место в ряду святых, а также изменение образа святого в разное историческое время. Основным материалом для агиологии, как и для агиографии (при различении этих двух дисциплин), служит литература житий святых. Наряду с материалом житий святых важнейшим источником выступают здесь богословские сочинения, затрагивающие тему святости.